# 豊島幸一
豊島 幸一（とよしま こういち、1978年9月12日 - ）は、香川県出身のサッカー指導者、元学生サッカー選手。

## 来歴
2023年時点でJFA公認A級コーチジェネラル、JFA公認GKレベル1コーチライセンスを保有。
大学までは選手としてプレー。大学卒業後は指導者の道へ進み、高校・サガン鳥栖の下部組織を経て、FC琉球、ギラヴァンツ北九州 でGKコーチを務める。
2017年からはカマタマーレ讃岐でGKコーチに就任する。
2019年からロアッソ熊本GKコーチに就任。
2021年からガイナーレ鳥取GKコーチに就任。2023年3月7日、暴言・暴行のパワハラ行為により契約解除となった。
鳥取解雇後は地元に戻り中学生の指導を行っていたが、2023年6月9日、福井ユナイテッドFCのGKコーチに就任。

## 所属クラブ
- 香川県立高松南高等学校
- 福岡大学

## 指導歴
- 2002年 福岡舞鶴高等学校サッカー部 GKコーチ
- 2003年 - 2008年 佐賀県立佐賀東高等学校サッカー部 GKコーチ
- 2009年 - 2010年 サガン鳥栖育成部 GKコーチ
- 2011年 - 2012年 FC琉球 GKコーチ
- 2013年 - 2016年 ギラヴァンツ北九州 GKコーチ
- 2017年 - 2018年 カマタマーレ讃岐 GKコーチ
- 2019年 - 2020年 ロアッソ熊本 GKコーチ
- 2021年 - 2023年3月 ガイナーレ鳥取 GKコーチ
- 2023年4月 - 同年6月 シーガルFCジュニアユース アドバイザー
- 2023年6月 - 福井ユナイテッドFC GKコーチ